# Tradición Feri
La Tradición Feri,  es una tradición iniciática de la brujería tradicional no-Wicca. Es una tradición de éxtasis (en lugar de fertilidad), derivada de la experiencia de Cora y Victor Anderson. Se hace mucho hincapié en la experiencia y la conciencia sensual, incluyendo el misticismo sexual, que no se limita a la expresión heterosexual. La Tradición Feri tiene influencias muy diversas, tales como Huna, vudú, la tradición Faery, Kabbalah, Hoodoo, Tantra  y el gnosticismo.

## Prácticas y creencias
Hay varias prácticas y creencias en el extenso cuerpo de la tradición Feri que son casi universales:

## Deidades de la Tradición Feri
- La Diosa de la Estrealla  es la deidad central Feri.
- Los Gemelos Divinos.
- El Dios Pavorreal.
- Los Guardianes Feri.

## Fundadores y figuras mayores en la Tradición Feri
- Victor Anderson.
- Cora Anderson.
- Gwydion Pendderwen, "hijo adoptivo" de Anderson. Gwydion produjo una gran número de artículos, rituales, poemas y canciones antes de su muerte en 1982.[1]

## Libros y tradiciones
- Victor Anderson, Thorns of the Blood Rose. A collection of his poetry, much of which has found its way into the liturgies and rituals of the tradition.
- Victor Anderson, Lilith's Garden. A companion volume to Thorns of the Blood Rose, is another collection of mostly liturgical poetry, including some that was considered too "scandalous" for inclusion in the original volume.
- Victor Anderson. Etheric Anatomy: The Three Selves and Astral Travel, (Harpy Books | http://www.harpybooks.com). A look at the psychic structure of the human being, with intuitive insights into some of the practices of Feri magick.
- Cora Anderson, Fifty Years in the Feri Tradition. Musings about the Feri tradition and community.
- Cora Anderson, Kitchen Witch: A Memoir –her life. (Harpy Books)
- Anaar, The White Wand. Looks at the artistic foundations of Feri. It also includes an interview with Victor Anderson. (available as pdf from http://www.whitewand.com/)
- Storm Faerywolf, The Stars Within the Earth. Collection of liturgical poetry, visual art, and spells inspired by the work and mythos of Feri.
- T. Thorn Coyle, Evolutionary Witchcraft. Training manual in Feri written primarily for a non-Feri pagan audience. Contains poetry, exercises, and lore.
- T. Thorn Coyle, Kissing the Limitless. Expands on and continues the training in Evolutionary Witchcraft, for use with whatever spiritual path the reader follows.
- Francesca De Grandis, Be A Goddess. Comprehensive training in Fey (not-Feri) shamanism. The better portion of its liturgy, worldview, and cosmology was channeled by the author, who came from a family tradition, with feedback from Victor Anderson on parts of the manuscript.
- Francesca De Grandis, Goddess Initiation. An experiential initiatory journey into Goddess spirituality and Fey shamanism.
- Starhawk, The Spiral Dance. Early and influential liturgical codification of Anderson craft.